# Alexandre de Bermont
Alexandre de Bermont est un homme politique français né le 12 août 1813 à Toulouse (Haute-Garonne) et décédé le 2 février 1875 à Versailles (Yvelines).
Propriétaire terrien, il est représentant du Tarn de 1871 à 1875, siégeant au centre droit.

## Sources
- « Alexandre de Bermont », dans Adolphe Robert et Gaston Cougny, Dictionnaire des parlementaires français, Edgar Bourloton, 1889-1891 [détail de l’édition]